# Blåaloe
Blåaloe (Aloe glauca) är en art familjen afodillväxter från Sydafrika. Blåaloe odlas ibland som krukväxt i Sverige. 

## Synonymer
- Aloe glauca var. elatior Salm-Dyck
- Aloe glauca var. humilior Salm-Dyck
- Aloe glauca var. major Haw.
- Aloe glauca var. minor Haw.
- Aloe glauca var. muricata (Schult.) Baker
- Aloe glauca var. spinosior Haw.
- Aloe muricata Schult.
- Aloe perfoliata var. k L.
- Aloe rhodacantha DC.